# مربع لوشو
افسانه ها و داستان های زیادی در مورد پیدایش مربع لوشو وجود دارد که در همه به لاک پشت اشاره می کنند که در چین نماد طول عمر و فال نیک است. یک افسانه این گونه است: امپراطور فو شی در حین مدیتیشن در کنار رودخانه لو، متوجه لاک پشتی شد که از رودخانه بیرون آمد و یک سری خطوط سفید و سیاه روی لاکش داشت. امپراتور وقتی نگاه دقیق تری به پشت لاک پشت انداخت، شگفت زده شد.
این لاک یک مربع 3×3 داشت و مجموع اعداد هر ردیف افقی، عمودی و مورب به 15 می رسید.  15 تعداد روزهای بین ماه نو و ماه کامل است. شماره 5 نیز در چین باستان بسیار مورد توجه بود و این مربع جادویی دارای شماره 5 در مرکز بود.
داستان ها و افسانه ها هر چه باشد یک نکته مهم از آن به دست می آید: اساس فنگ شویی الهام از طبیعت است.
مربع لوشو (Lo Shu Square) نوعی مربع جادویی ۳ در ۳ است که احتمالاً باستانی‌ترین روش استفاده از فنگ شویی است و طبق افسانه‌های چینی، امپراتور یو آن را بر لاک یک لاکپشت غول پیکر پیدا کرد! به هر خانه این مربع یک عدد تعلق دارد. از هر طرف که این اعداد را جمع کنیم حاصل آن ۱۵ می‌شود. کل خانه یا ساختمان، اتاق، دفتر کار، میز و هر چیزی را می‌توان بر اساس مربع لوشو و با در نظر گرفتن جدول عنصرها، جهتها، رنگها و نمادها در فنگ شویی تا بهترین نتیجه را بدهد و هر بخش از خانه به یک حوزه زندگی انسان (مثلاً روابط، سلامتی، حرفه، ...) مربوط می‌شود. البته از مربع لوشو به چند روش مختلف می توان بهره برد.
روش رایج: ۱=دورنمای کاری/شغلی، منزلت شما از دیدگاه خودتان ، ۲=ارتباطات از هر نوع به خصوص ارتباط عاطفی، ازدواج، شراکت و همراهی طولانی مدت ، ۳= روابط خانوادگی، گذشته، نیاکان شما ، ۴= خوشبختی و سعادت ، ۵= سلامتی جسمی ۶= خدایان و ارواح، آنهایی که قادر به کمک به شما هستند ۷=کودکان، باروری، خلقت، علایق و اوقات فراغت، هدیه‌های جالب ۸= دانش و تحصیلات، نوآوری و خلاقیت ، ۹=شهرت، نام نیک، احترام برای شما
1. ↑  the lo shu magic square in feng shui